# Uniwersytet Bar-Ilana
Uniwersytet Bar-Ilana (hebr. אוניברסיטת בר אילן) – izraelska uczelnia publiczna w Ramat Ganie, jedna z największych w tym kraju.
Jej patronem jest rabin Meir Bar-Ilan, autor koncepcji powołania instytucji szkolnictwa wyższego o zarówno świeckim, jak i religijnym charakterze.
Ma sześć wydziałów: nauk ścisłych, przyrodniczych, społecznych, humanistycznych, prawnych i judaistycznych.

## Historia
Uczelnię założono w 1955 roku, aby promować syjonizm religijny. Oferowała oddzielnie dwa programy nauczania: nauki świeckie oraz religijne nauki Tory. W 2011 uruchomiono Wydział Medyczny w Safedzie.